# Acanthonema strigosum
Acanthonema strigosum — вид входящий в род Acanthonema семейства Геснериевые (лат. Gesneriaceae). Монокарпические однолистные травянистые растения.

## Синонимы
Carolofritschia diandra Engl.

## Ботаническое описание
Монокарпическое однолистное травянистое растение, предположительно многолетнее.
Лист яйцевидно-продолговатый, сидячий, в основании — сердцевидный, тонко-волосисто-опушённый на обеих поверхностях, около 20 см длиной, почти цельнокрайный, имеет около 20 пар боковых жилок. 
Цветки на коротких (2,5 мм) опушённых цветоножках, у основания с прицветниками. 
Чашелистики продолговатые, опушённые. 
Венчик — трубка около 1,5 см длиной, отгиб фиолетово-пурпурный; 
тычинок 4; зубовидный выступ на верхушке нити очень маленький; пыльники сросшиеся попарно; задняя (вторая) пара тычинок часто представляет собой рудиментарные нити. У растения обычно 2 тычинки, 4 или 5 тычинок могут появиться в исключительных случаях, обусловленных появлением правильного венчика.
Плод — коробочка, около 5 мм длиной. 
Семена и пыльца как у стрептокарпуса.

## Ареал и местообитание
Западная Африка: Фернандо-По, Камерун. Растет в горах, как литофит, на влажных скалах или на скалистых берегах рек в лесах, или как эпифит на замшелых стволах деревьев.